# Bourkou Louise Kabo
Bourkou Louise Kabo   (Sarh, 5 de juliol de 1934 - N'Djamena, 13 de juny de 2019) va ser una política txadiana. Va ser la primera dona elegida a l'Assemblea Nacional del Txad.

## Joventut
Kabo va néixer el 5 de juliol de 1934 a la ciutat de Sarh, al sud del Txad. Pertenyia a l'ètnia sara i es va criar com a musulmana. El seu pare, Zara Lawassi, va ser un treballador postal i de telecomunicacions qui va morir 40 dies després del seu naixement. La seva mare, Koutou Kilagui, va treballar com a comerciant i va portar a Kabo a N'Djamena perquè pogués rebre educació. Alguns dels seus amics musulmans van criticar a Kilagui per matricular la seva filla en una escola francesa, però va insistir que volia que un dels seus fills rebés una bona educació, ja que els altres quatre fills van morir. Va morir el 1942, i la numerosa família de Kabo va pagar la seva escolarització per homenatjar la seva mare.
La seva tia era donzella d'un oficial colonial. Una vegada va ser acusada de robar un rellotge, va ser colpejada pels guàrdies i despullada, tot davant de la jove Kabo. El seu oncle va ser assassinat pel govern després de ser apallissat. Aquests actes brutals van afectar profundament la jove Kabo, i es va unir a l'església protestant de la seva tia, tot i la seva formació musulmana. Després de l'escola primària, va assistir a una escola de professors a Moundou. Allà es va familiaritzar amb la francesa Jeanne Vial, qui es va oferir a pagar perquè anès a estudiar a França. Tot i això, el governador colonial Marie-Jacques Rogue no va permetre que Kabo marxés del Txad, ja que els seus pares no donaven suport al seu partit. Malgrat això, Kabo es va convertir en la primera dona txadiana que va ensenyar a les escoles on la llengua d'ensenyament principal era el francès. El 1951 es va casar amb Julien Djasgaral i van tenir set fills. Aviat es van divorciar per l'alcoholisme del seu marit i la desaprovació de les ambicions polítiques de Kabo.

## Carrera política
Kabo es va incorporar al Partit Progressista Txadià (PPT), on la seva formació sara la va ajudar a entrar a la política. La van escollir per presentar-se al parlament el 1962. Es va convertir en la primera dona elegida al Parlament del Txad aquell any. Després va recordar que es van respectar les seves opinions a l'assemblea tot i ser l'única dona que hi havia. Ella va recolzar a François Tombalbaye malgrat el seu govern autoritari. Després que Tombalbeye dissolguès el parlament el 1964, Kabo i el seu company del PPT Kaltouma Nguembang van visitar els Estats Units d'Amèrica, Israel i Madagascar. Als Estats Units va rebre algun suport per establir una escola de mares. Kabo també va reclutar professores durant els seus viatges per al Txad rural. El seu segon marit, Alphone Ndoyengar Nodjimbang, va ser nomenat secretari d'educació per Tombalbeye.
Ella es va negar a donar suport a Tombalbaye durant la seva revolució cultural a principis de la dècada del 1970, modelada després de Mobutu Sese Seko. A ella no li agradava la seva decisió d'ordenar la circumcisió de tots els homes ni la seva confiança en els assessors haitians. Tot i això, després va dir que era el millor líder del Txad que hi havia i el seu comportament posterior va ser una desviació del seu anterior govern. Després de morir el 1975, va treballar al Ministeri d'Educació fins al 1977.

## Exili
El 1979, durant la guerra civil al Txad, va fugir cap a Doba, perdent totes les seves possessions en la fugida. El 1982 va marxar cap a la República Centreafricana quan Hissène Habré va arribar al poder, i va treballar com a comerciant d'aliments i professora a Bangui. El 1987 es va traslladar a França com a refugiada política i es va interessar per l'educació dels minusvàlids. Va tornar al Txad el 1991 després que Hissène Habré fos enderrocat per Idriss Déby. Allà va exercir de diputada al parlament des del 1991 fins al 1995, a més de ser delegada a la convenció constitucional. Va ser una crítica de la mutilació genital femenina i del matrimoni infantil, exigint una edat mínima de 18 anys per casar-se. També va fundar un capítol de les Special Olympics, que va actuar com a presidenta després del 2000.